# RTL Radio
Op 1 mei 1991 startte de televisiezender RTL 4 de radiozender RTL 4 Radio. Dit was een non stop kabel en satellietradiostation, officieel uitgezonden vanuit Luxemburg aangezien Nederlandse uitzendlicenties nog verboden waren.
Vaste items waren de Satelliet-CD en de Satellietschijf. De slogans waren onder andere Doe je zelf een plezier met RTL 4 en  Vrienden voor het Leven, tevens een verwijzing naar het gelijknamige succesvolle televisieprogramma dat op RTL 4 werd uitgezonden. De radiojingles waren gedeeltelijk gelijk aan de tv-jingles die op RTL 4 bij de bumpers waren te horen. 
Op vrijdag 1 mei 1992 werd dit station omgedoopt tot RTL Radio. Vanaf dan worden tussen 7 en 19 uur de programma's gepresenteerd. Het format is 24 uur per dag classic hits. Ieder uur zijn er nieuwsberichten van drie minuten, aangevuld in de ochtend- en avondspits met nieuwsflitsen.
Bart van Leeuwen presenteerde elke werkdag vanaf 7 uur drie uur lang het ochtendprogramma Geeuwen met van Leeuwen (jingle: Sta op met Van Leeuwen, maak de start met Bart). In het programma is aandacht voor het weerbericht, de ochtendbladen en een horoscoop.
De andere presentatoren zijn Jan de Hoop, Marc Jacobs, Ron Bisschop, Jan van der Putten, Tom Blom, Jan de Boer en Martin Volder. Jingleprodcuent Top Format liet ook naamjingles inzingen voor Ruud Hendriks, Leo van der Goot en Bart van Gogh. De dj's werden in deze jingles aangekondigd als Je vriend voor het leven.
Ook Luc van Rooij wordt een van de presentatoren. Ferry Maat werkte op tijdelijke basis bij het station, zodoende werd hij niet aangeduid als je vriend voor het leven, maar als je maat voor heel even.
De zender werd inmiddels dan ook Het Station van de Sterren genoemd. Verder werd naast de reeds bekende slogan Vrienden voor het Leven ook Jouw Manier van Leven en Het leven in Drie Letters geïntroduceerd. Naast de kabel was inmiddels de uitzendfrequentie van FM 101,2 MHz toegekend.
De zender sloeg niet aan bij de luisteraars, waarna het format werd gewijzigd en de naam in 1993 korte tijd werd omgedoopt  in RTL Rock Radio.
De naam veranderde in 1993 opnieuw: Happy RTL werd de nieuwe naam. Ten tijde van Happy RTL werd iedere zaterdag de Nederlandse Top 40 uitgezonden, gepresenteerd door Bart van Leeuwen. Jan de Hoop presenteert het programnma Koffiekringen. In hetzelfde jaar verliest de zender echter de etherfrequentie en is alleen nog maar via de kabel te horen.
Vanaf 8 augustus 1994 werd nogmaals de naam RTL Rock Radio gevoerd, maar het classic-rock station leidde een marginaal bestaan als kabelzender. Bij het samengaan van RTL en Veronica op 8 december 1994 in wat de Holland Media Groep zou gaan heten, werd dit station leeggehaald. Bij Veronica leefde namelijk de wens om een alternatief station te beginnen, opgezet door initiatiefnemers Rob Stenders en Jan Hoogesteijn. Dit werd Kink FM, waarvan de eerste uitzending begon op het RTL-kabelkanaal op 1 oktober 1995.